# Effektiver Rechtsschutz
Das Grundrecht auf effektiven Rechtsschutz (bisweilen auch Rechtsweggarantie oder Rechtsschutzgarantie genannt) verbürgt das Recht auf Anrufung staatlicher Gerichte.
Die Rechtsweggarantie gegen Akte der öffentlichen Gewalt ist in der Bundesrepublik Deutschland in Art. 19 Abs. 4 Grundgesetz (GG) für jede natürliche und privatrechtliche juristische Person und in der Schweiz in Art. 29a Bundesverfassung geregelt. Wenn von Rechtsweggarantie gesprochen wird, ist häufiger eine dieser konkreten Regelungen (Rechtsweggarantie im engeren Sinne) und nicht eine denkbare umfassende Rechtsweggarantie gemeint. Wird „Rechtsweggarantie“ in diesem engeren Sinne verwendet, dann wird – zum Zwecke der Unterscheidbarkeit – für die weitere Bedeutung die Bezeichnung Justizgewährungsanspruch verwendet. Nach dem Bundesverfassungsgericht folgt dieser „Anspruch auf wirkungsvollen Rechtsschutz“ auch (insbesondere im Hinblick auf andere Verfahren als gegen Akte staatlicher Gewalt) aus Art. 2 Abs. 1 GG in Verbindung mit dem Rechtsstaatsprinzip des Grundgesetzes.
Nach Ansicht des Bundesverfassungsgerichts (BVerfG) und der sich ihm anschließenden Lehre besteht ein Recht auf effektiven Rechtsschutz. „Die […] Rechtsschutzgarantie gewährleistet nicht nur, dass überhaupt ein Rechtsweg zu den Gerichten offensteht, sie garantiert vielmehr auch die Effektivität des Rechtsschutzes.“ Das Gericht ist verpflichtet, die angefochtene Entscheidung in rechtlicher und in tatsächlicher Hinsicht vollständig nachzuprüfen. Dieses Grundrecht entfaltet auch Vorwirkungen auf das Verwaltungsverfahren. Schon die Behörde hat demnach im Verfahren so zu handeln, dass das Grundrecht auf effektiven Rechtsschutz im Weiteren nicht beeinträchtigt wird.

## Rechtsprechung des Bundesverfassungsgerichts
Nach dem Bundesverfassungsgericht gewährleistet Art. 19 Abs. 4 ein Grundrecht auf wirksamen Rechtsschutz gegen Akte der öffentlichen Gewalt, soweit diese in die Rechte des Betroffenen eingreifen. Dies umfasse „den Zugang zu den Gerichten, die Prüfung des Streitbegehrens in einem förmlichen Verfahren sowie die verbindliche gerichtliche Entscheidung“. Der Bürger habe einen substantiellen Anspruch auf eine möglichst wirksame gerichtliche Kontrolle. Das Grundrecht auf Gewährung wirkungsvollen Rechtsschutzes werde in zivilrechtlichen Streitigkeiten aus Art. 2 Abs. 1 GG in Verbindung mit dem Rechtsstaatsprinzip abgeleitet.

### Instanzenzug
Art. 19 Abs. 4 GG fordert keinen Instanzenzug. „Eröffnet das Prozessrecht aber eine weitere Instanz, so gewährleistet Art. 19 Abs. 4 GG dem Bürger auch insoweit eine wirksame gerichtliche Kontrolle […]. Die Rechtsmittelgerichte dürfen ein von der jeweiligen Rechtsordnung eröffnetes Rechtsmittel nicht durch die Art und Weise, in der sie die gesetzlichen Voraussetzungen für den Zugang zu einer Sachentscheidung auslegen und anwenden, ineffektiv machen und für den Beschwerdeführer leerlaufen lassen; der Zugang zu den in der Verfahrensordnung eingeräumten Instanzen darf nicht von unerfüllbaren oder unzumutbaren Voraussetzungen abhängig gemacht oder in einer durch Sachgründe nicht mehr zu rechtfertigenden Weise erschwert werden“. Entsprechendes gilt auch für den Zivilprozess und den allgemeinen Justizgewährungsanspruch.
- Unzumutbare Anforderungen an die Darlegung von Zulässigkeitsvoraussetzungen für ein Rechtsmittel:

Die „Anforderungen an die Darlegung der Zulassungsgründe nicht derart erschwert werden, dass sie auch von einem durchschnittlichen, nicht auf das gerade einschlägige Rechtsgebiet spezialisierten Rechtsanwalt mit zumutbarem Aufwand nicht mehr erfüllt werden können […] und dadurch die Möglichkeit, die Zulassung eines Rechtsmittels zu erstreiten, für den Rechtsmittelführer leer läuft […]. Dies gilt nicht nur hinsichtlich der Anforderungen an die Darlegungen der Zulassungsgründe gemäß § 124a Abs. 4 Satz 4 VwGO, sondern in entsprechender Weise ebenso für die Auslegung und Anwendung der Zulassungsgründe des § 124 Abs. 2 VwGO selbst […]. Mit dem Gebot effektiven Rechtsschutzes unvereinbar ist eine den Zugang zur Berufung und damit in einem nächsten Schritt auch zur Revision erschwerende Auslegung und Anwendung des § 124 Abs. 2 VwGO danach dann, wenn sie sachlich nicht zu rechtfertigen, sich damit als objektiv willkürlich erweist und dadurch den Zugang zur nächsten Instanz unzumutbar erschwert“.
- Zwar darf nach § 119 Abs. 3 StVollzG ein Strafsenat von einer Begründung der Rechtsbeschwerdeentscheidung absehen, wenn er die Beschwerde für unzulässig oder offensichtlich unbegründet erachtet. „Daraus folgt jedoch nicht, dass der Beschluss selbst sich verfassungsrechtlicher Prüfung entzöge oder die Maßstäbe der Prüfung zu lockern wären. Vielmehr ist in einem solchen Fall die Entscheidung bereits dann aufzuheben, wenn an ihrer Vereinbarkeit mit Grundrechten des Beschwerdeführers erhebliche Zweifel bestehen“. Dies ist zum Beispiel dann der Fall, wenn der Strafsenat offenkundig inhaltlich von der Rechtsprechung des BVerfG abweicht.[13]

- Nichtigkeit des Europäischen Haftbefehlsgesetzes: Aufgrund der gerichtlichen Unüberprüfbarkeit des europäischen Haftbefehls nach dem Europäischen Haftbefehlsgesetz erklärte das Bundesverfassungsgericht das Gesetz als mit Art. 19 Abs. 4 GG unvereinbar und nichtig.[14]

Zur Gewährleistung wirksamen Rechtsschutzes gehört vor allem, dass dem Richter eine hinreichende Prüfungsbefugnis hinsichtlich der tatsächlichen und rechtlichen Seite eines Streitfalls zukommt, damit er einer Rechtsverletzung abhelfen kann. Das Gebot effektiven Rechtsschutzes schließt allerdings nicht aus, dass je nach Art der zu prüfenden Maßnahme wegen der Einräumung von Gestaltungs-, Ermessens- und Beurteilungsspielräumen eine unterschiedliche Kontrolldichte zustande kommt.
- Dokumentationspflicht bei Abbruch eines Stellenbesetzungsverfahrens:

Art. 33 Abs. 2 GG gewährleistet einen Bewerbungsverfahrensanspruch. Ist der für den Abbruch maßgebliche Grund nicht evident, so muss er schriftlich dokumentiert werden. Dies folgt aus dem Gebot effektiven Rechtsschutzes, konkret hier die Rechtsverfolgung nicht unzumutbar zu erschweren.

### Überprüfbarkeit behördlicher Entscheidungen
„Der Bürger hat einen Anspruch auf eine möglichst wirksame gerichtliche Kontrolle in allen ihm von der Prozessordnung zur Verfügung gestellten Instanzen […], wobei es keinen Unterschied macht, ob es sich um Eingriffe in geschützte Rechtspositionen oder die Versagung gesetzlich eingeräumter Leistungsansprüche handelt […]. Aus der Garantie effektiven Rechtsschutzes folgt grundsätzlich die Pflicht der Gerichte, die angefochtenen Verwaltungsakte in rechtlicher und tatsächlicher Hinsicht vollständig nachzuprüfen. Das schließt eine Bindung der rechtsprechenden Gewalt an tatsächliche oder rechtliche Feststellungen und Wertungen seitens anderer Gewalten hinsichtlich dessen, was im Einzelfall rechtens ist, im Grundsatz aus.“ Der Gesetzgeber ist daher „nicht frei in der Einräumung behördlicher Letztentscheidungsbefugnisse. Die durch Art 19 Abs. 4 Satz 1 GG garantierte Effektivität der Gerichte darf auch der Gesetzgeber nicht durch zu zahlreiche oder weitgreifende Beurteilungsspielräume für ganze Sachbereiche oder gar Rechtsgebiete aufgeben.“

### Verbot überlanger Verfahrensdauer
Das aus Art. 19 Abs. 4 GG folgende Gebot effektiven Rechtsschutzes gebietet einen zeitgerechten Rechtsschutz, d. h. „strittige Rechtsverhältnisse sind in angemessener Zeit zu klären“.
Die Unangemessenheit ist eine Frage, die nur unter Berücksichtigung aller Umstände des Einzelfalles zu entscheiden ist. „Der Staat kann sich nicht auf solche Umstände berufen, die in seinem Verantwortungsbereich liegen […]. Die Gerichte haben zudem die Gesamtdauer des Verfahrens zu berücksichtigen und sich mit zunehmender Dauer nachhaltig um eine Beschleunigung des Verfahrens zu bemühen.“
Seit 2011 gewähren die §§ 198 ff. GVG Rechtsschutz bei überlangen Gerichtsverfahren und strafrechtlichen Ermittlungsverfahren.

### Eilrechtsschutz
Das Gebot effektiven Rechtsschutzes wirkt sich auch auf die Anwendung der Rechtsvorschriften des Eilrechtsschutzes aus.
„Wirksamer Rechtsschutz bedeutet auch Rechtsschutz innerhalb angemessener Zeit.“ Gerichtlicher Rechtsschutz hat „so weit wie möglich der Schaffung solcher vollendeter Tatsachen zuvorzukommen hat, die dann, wenn sich eine Maßnahme bei (endgültiger) richterlicher Prüfung als rechtswidrig erweist, nicht mehr rückgängig gemacht werden können“.
- Im Fall einer Fesselungsanordnung gilt: „Wo die Dringlichkeit eines Eilantrages es erfordert, muss das angerufene Gericht, wenn es eine Stellungnahme der Justizvollzugsanstalt einholt, die für eine rechtzeitige Entscheidung erforderliche Zügigkeit der Kommunikation sicherstellen, indem es etwa für Übermittlungen per Fax sorgt, Informationen telefonisch erbittet, der Justizvollzugsanstalt die notwendige kurze Frist setzt und Vorkehrungen zur Prüfung und Sicherung eines fristgerechten Eingangs der Stellungnahme trifft“[19].

Den Fachgerichten ist es verwehrt, „überspannte Anforderungen an das Vorliegen eines Anordnungsgrundes stellen“.
Wenn der nachgängige Rechtsschutz – einschließlich des einstweiligen Rechtsschutzes – mit unzumutbaren Nachteilen verbunden wäre, besteht im Hinblick auf das verfassungsrechtliche Gebot effektiven Rechtsschutzes ein besonderes, qualifiziertes Rechtsschutzbedürfnis nach vorbeugendem Rechtsschutz. Mit einem Hängebeschluss ist deshalb auch eine zeitlich begrenzte, durch die Entscheidung im einstweiligen Rechtsschutzverfahren selbst auflösend bedingte Zwischenregelung zulässig (sog. Eil-Eil-Rechtsschutz).

### Aufschiebende Wirkung von Widerspruch und Klage
„Die nach § 80 Abs. 1 VwGO für den Regelfall vorgeschriebene aufschiebende Wirkung von Widerspruch und Klage ist insoweit eine adäquate Ausprägung der verfassungsrechtlichen Rechtsschutzgarantie. Andererseits gewährleistet Art. 19 Abs. 4 GG die aufschiebende Wirkung der Rechtsbehelfe im Verwaltungsprozess nicht schlechthin. Überwiegende öffentliche Belange können es rechtfertigen, den Rechtsschutzanspruch des Grundrechtsträgers einstweilen zurückzustellen, um unaufschiebbare Maßnahmen im Interesse des allgemeinen Wohls rechtzeitig in die Wege zu leiten. Für die Anordnung der sofortigen Vollziehbarkeit eines Verwaltungsakts ist daher ein besonderes öffentliches Interesse erforderlich, das über jenes Interesse hinausgeht, das den Verwaltungsakt selbst rechtfertigt.“
- Die Versagung von Eilrechtsschutz in aufenthaltsrechtlichem Verfahren kann gegen Art. 19 Abs. 4 GG verstoßen, wenn die nach Art. 8 EMRK geforderte Achtung des Privatlebens bei der Entscheidung über die aufschiebende Wirkung keine Berücksichtigung findet[25].

### Fortsetzungsfeststellungsklage
Die Statthaftigkeit einer in entsprechender Anwendung des § 113 Abs. 1 Satz 4 VwGO erhobenen Fortsetzungsfeststellungsklage dient der Effektivität des Rechtsschutzes. „Die Zulässigkeit eines Rechtsschutzbegehrens ist dabei allerdings vom Vorliegen eines schutzwürdigen Interesses bei der Verfolgung eines subjektiven Rechts abhängig. Damit der Rechtsschutz nicht unzumutbar beschränkt wird, dürfen aber an ein solches Rechtsschutzbedürfnis keine aus Sachgründen nicht zu rechtfertigenden Anforderungen gestellt werden“.

### Prozesskostenhilfe
Auch die Möglichkeit der Prozesskostenhilfe wird nach dem BVerfG aus dem Recht auf effektiven und gleichen Rechtsschutz abgeleitet. Dieses Recht folge für die öffentlich-rechtliche Rechtsprechung aus Art. 3 GG, Art. 19 Abs. 4 GG. Dieses schreibe „eine weitgehende Angleichung der Situation von Bemittelten und Unbemittelten bei der Verwirklichung des Rechtsschutzes“ vor. Es sei allerdings verfassungsgemäß, die Gewährung von Prozesskostenhilfe von zutreffenden Erfolgsaussichten und fehlender Mutwilligkeit abhängig zu machen.

## Dogmatische Einzelfragen

### Anwendbarkeit des Art. 19 Abs. 4 GG

#### Anwendbarkeit auf gerichtliche Entscheidungen?
In Bezug auf Verletzungen des rechtlichen Gehörs im Sinne des Art. 103 Abs. 1 GG forderte der Erste Senat des Bundesverfassungsgerichts, dass entgegen der bisherigen Rechtsprechung des Zweiten Senats Art. 19 Abs. 4 GG auch auf gerichtliche Entscheidungen anzuwenden sei. Das Plenum des Bundesverfassungsgerichts lehnte dies mit der Begründung ab, dass in Verbindung mit dem allgemeinen Justizgewährleistungsanspruch ein ausreichender Rechtsschutz gewährleistet werde:
„Art. 19 Abs. 4 GG wird in der Rechtsprechung und einem Teil der Literatur dahingehend verstanden, dass der dort benutzte Begriff der öffentlichen Gewalt einengend auszulegen und nur auf die vollziehende Gewalt anzuwenden sei. Dies wird regelmäßig in die Formel gefasst, das Grundgesetz gewährleiste Rechtsschutz durch den Richter, nicht aber gegen den Richter […]. Der zweite Teil dieser Formel wird allerdings zunehmend kritisiert […]. Zur Begründung der Kritik wird unter anderem ausgeführt, dass der Begriff der öffentlichen Gewalt weit sei und die Rechtsprechung mitumfasse. Weder die Entstehungsgeschichte noch Sinn und Zweck des Art. 19 Abs. 4 GG rechtfertigten eine einengende Auslegung unter Begrenzung auf den Rechtsschutz gegen die vollziehende Gewalt.
b) Die Anrufung des Plenums durch den Ersten Senat gibt keinen Anlass zur Abweichung von der bisherigen Auslegung des Art. 19 Abs. 4 GG. Die vom Ersten Senat angestrebte Aufgabe der bisherigen Rechtsauffassung des Bundesverfassungsgerichts zum Rechtsschutz bei entscheidungserheblichen Verletzungen des Verfahrensgrundrechts aus Art. 103 Abs. 1 GG setzt nicht voraus, dass der Anwendungsbereich des Art. 19 Abs. 4 GG neu bestimmt wird. Denn diese Norm steht der Annahme nicht entgegen, dass der allgemeine Justizgewährungsanspruch Rechtsschutz unter zum Teil anderen tatbestandlichen Voraussetzungen garantiert (cc). Die einengende Auslegung des Begriffs der öffentlichen Gewalt in Art. 19 Abs. 4 GG (aa) unterliegt unter dem Aspekt der Rechtsstaatlichkeit jedenfalls dann keinen Bedenken, wenn der allgemeine Justizgewährungsanspruch Rechtsschutz auch in den von Art. 19 Abs. 4 GG nicht erfassten Fällen ermöglicht, soweit dies rechtsstaatlich geboten ist (bb).“
In der folgenden Entscheidung leitete der Erste Senat die vom Beschwerdeführer die Verfassungswidrigkeit der angegriffenen Bestimmungen der Zivilprozessordnung aus dem „im Rechtsstaatsprinzip verankerten Justizgewährungsanspruch in Verbindung mit Art. 103 Abs. 1 GG“ ab.
Ist eine weitere Instanz aber bereits vorgesehen, muss das Gebot effektiven Rechtsschutzes beim Zugang zu der weiteren Instanz beachtet werden (siehe oben).

#### Anwendbarkeit auf Gesetze?
Nach herrschender Ansicht bezieht sich der Ausdruck „Akte der öffentlichen Gewalt“ in Art. 19 Abs. 4 GG nur auf Akte der Exekutive, aber nicht auf Gesetzgebungsakte. Das Bundesverfassungsgericht führt hierzu aus:
„Nach Art. 20 Abs. 3 und Art. 97 Abs. 1 GG ist das Gesetz die Grundlage der richterlichen Entscheidung. Soll es ausnahmsweise ihr Gegenstand sein, so muß dies aus der Bestimmung, die eine solche Klage gewähren soll, eindeutig hervorgehen. Art. 19 Abs. 4 GG enthält eine eindeutige Regelung insofern nicht. Die verfassungsgerichtliche Überprüfung von Gesetzen auf ihre Verfassungsmäßigkeit ist im Grundgesetz vor allem in Art. 93 Abs. 1 Nr. 2 und Art. 100 1 GG näher geregelt. Diese Regelungen müssen als abschließend angesehen werden, […]. Es kann nicht angenommen werden, daß neben der verfassungsgerichtlichen Überprüfung, die an bestimmte Voraussetzungen gebunden ist […], jeder Bürger die ordentlichen Gerichte gegen ein Gesetz mit der Behauptung anrufen können [recte: kann], das Gesetz verletze ihn in seinen Rechten, wobei namentlich Verletzungen von Grundrechten in Frage stehen werden.“
Diese Auffassung kann sich darüber hinaus darauf stützen, dass in der ursprünglichen Fassung des Grundgesetzes noch keine Individual-Verfassungsbeschwerde vorgesehen war, sondern der Parlamentarische Rat die Regelung dieser Frage dem einfachen Gesetzgeber überlassen hatte. Erst später wurde in Art. 93 GG die Bestimmung eingefügt, dass das Bundesverfassungsgericht auch „über Verfassungsbeschwerden [entscheidet], die von jedermann mit der Behauptung erhoben werden können, durch die öffentliche Gewalt in einem seiner Grundrechte oder in einem seiner in Art. 20 Abs. 4, Art. 33, Art. 38, Art. 101, Art. 103 und Art. 104 enthaltenen Rechte verletzt zu sein.“

### Unterscheidung primärer – sekundärer Rechtsschutz
Man unterscheidet zwischen dem primären und dem sekundären Rechtsschutz:
- Primärrechtsschutz ist der Rechtsschutz, der gegen die angefochtene oder gegen die Ablehnung einer bestimmten Maßnahme der öffentlichen Gewalt selbst gewährt wird. Hierfür sind die Gerichte der Verwaltungsgerichtsbarkeit, der Sozialgerichtsbarkeit oder der Finanzgerichtsbarkeit nach Maßgabe des jeweiligen Verfahrensrechts (Verwaltungsgerichtsordnung, Sozialgerichtsgesetz, Finanzgerichtsordnung) zuständig.
- Sekundärrechtsschutz bezeichnet den Rechtsschutz, der dem Bürger gewährt wird, wenn der primäre Rechtsschutz für ihn erfolglos verlaufen ist und er infolge der Maßnahme der öffentlichen Gewalt einen Schaden oder einen sonstigen Nachteil erlitten hat, den er nach den Grundsätzen des Staatshaftungsrechts nicht selbst tragen muss. Diesen kann er sich vom Staat ersetzen lassen (liquidieren); häufig sind die ordentlichen Gerichte zuständig.

## Das Recht auf einen wirksamen Rechtsbehelf im EU-Recht
Art. 47 der Charta der Grundrechte der Europäischen Union (Charta) lautet:
Recht auf einen wirksamen Rechtsbehelf und ein unparteiisches Gericht
Jede Person, deren durch das Recht der Union garantierte Rechte oder Freiheiten verletzt worden sind, hat das Recht, nach Maßgabe der in diesem Artikel vorgesehenen Bedingungen bei einem Gericht einen wirksamen Rechtsbehelf einzulegen.
Jede Person hat ein Recht darauf, dass ihre Sache von einem unabhängigen, unparteiischen und zuvor durch Gesetz errichteten Gericht in einem fairen Verfahren, öffentlich und innerhalb angemessener Frist verhandelt wird. Jede Person kann sich beraten, verteidigen und vertreten lassen.
Art. 47 Abs. 1 der Charta wird durch Art. 19 Abs. 1 Satz 3 des Vertrages über die Europäische Union (EUV) ergänzt:

### Allgemeiner Grundsatz des Unionsrechts
Nach dem Europäischen Gerichtshof (EuGH) gilt: „Der Grundsatz des effektiven gerichtlichen Rechtsschutzes ist ein allgemeiner Grundsatz des Unionsrechts, der sich aus den gemeinsamen Verfassungsüberlieferungen der Mitgliedstaaten ergibt und der in den Art. 6 und 13 der Europäischen Menschenrechtskonvention verankert ist.“

### Wesen des Rechtsstaates und Datenschutz
Es gehört nach dem Europäischen Gerichtshof zu dem Wesen des Rechtsstaates, dass die Träger von Unionsrechten über effektive Rechtsbehelfe verfügen, mit denen sie ihren Unionsrechten Wirkung verschaffen können. Wenn Unionsrechtsträger keine Möglichkeiten haben, die über sie gespeicherten Daten zu erfahren und berichtigen oder löschen zu lassen, so widerspreche dies dem Wesensgehalt des Rechts auf einen wirksamen Rechtsbehelf.

### Wirksamkeit von Gerichtsentscheidungen
2019 beantragte die Deutsche Umwelthilfe (DUH) Zwangshaft gegen den Bayerischen Ministerpräsidenten. Der Europäische Gerichtshof stellte eine fehlende Rechtsgrundlage fest, die geschaffen werden müsse, wolle man nicht das Gebot effektiven Rechtsschutzes verletzten.
Der Europäische Gerichtshof schrieb in dem Urteil: „Nach der Rechtsprechung des Gerichtshofs verletzen nationale Rechtsvorschriften, die zu einer Situation führen, in der das Urteil eines Gerichts wirkungslos bleibt, ohne dass es über Mittel verfügt, um ihm Geltung zu verschaffen, den Wesensgehalt des in Art. 47 der Charta verankerten Rechts auf einen wirksamen Rechtsbehelf [...]“

### Prozesskostenhilfe
Art. 47 der Charta spielte auch eine wesentliche Rolle bei den Voraussetzungen der Prozesskostenhilfe für juristische Personen.